# Fällungspolymerisation
Als Fällungspolymerisation (englisch precipitation polymerization) oder auch Fällungspolyreaktion wird die Polyreaktion eines Monomers unter Zusatz eines Lösungsmittels und gegebenenfalls eines Initiators verstanden, bei der das gebildete Polymer im verwendeten Lösungsmittel nicht oder nur begrenzt löslich ist und daher ausfällt. Zu Fällungspolymerisationen werden auch Substanzpolymerisationen gezählt, bei denen das entstehende Polymer in den Monomeren unlöslich ist und daher ausfällt. Diese Variante der Fällungspolymerisation wird Substanzfällungspolymerisation genannt.
Da die Viskosität der Lösung durch ausgefallenes Polymer nicht beeinflusst wird, lässt sich die Reaktionswärme wie auch bei der Lösungspolymerisation gut abführen. Beim Fällungsprozess wird allerdings der bimolekulare Kettenabbruch (Rekombination zweier Makroradikale) behindert, so dass eine Selbstbeschleunigung der Reaktion auftreten kann. Zudem ermöglicht die Fällungspolymerisation die Herstellung von Polymeren mit relativ hoher Molmasse bei niedrigen Viskositäten der Reaktionsgemische. Als Reaktoren für Fällungspolymerisationen werden häufig modifizierte Strömungsrohre oder Rührkesselreaktoren, die auch in Kaskade geschaltet sein können, eingesetzt. Der Polymerfeststoff wird durch Filtration von der Lösung getrennt und anschließend getrocknet.
Beispiele für Anwendungsgebiete von Fällungspolymerisationen sind die radikalische Polymerisation von Acrylnitril in Wasser, die radikalische Copolymerisation von Styrol und Acrylnitril in Alkoholen, die kationische Polymerisation von Isobuten in Ethylen oder Methylchlorid sowie die Polymerisation von Ethylen bei Niederdruck in Gegenwart von Übergangsmetallkatalysatoren.